# Franz Blankart

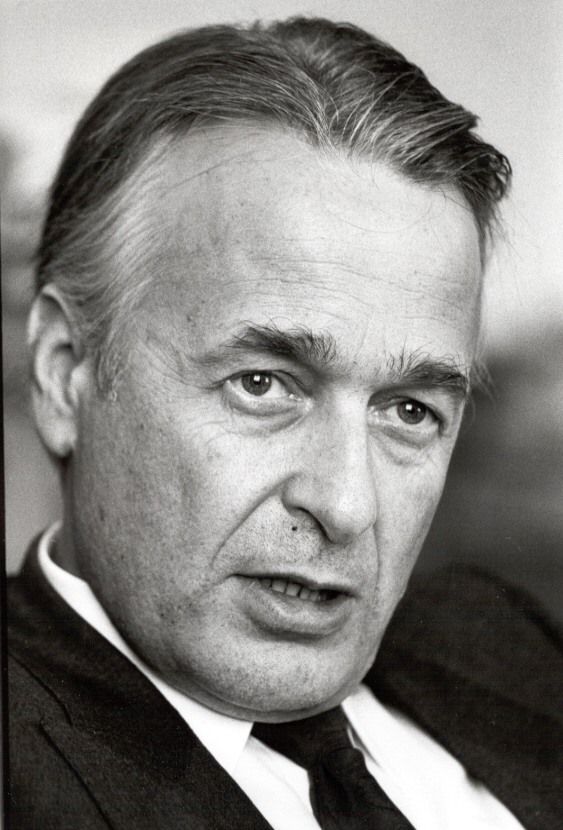
Franz Blankart (1987)

Franz André Rudolf Blankart (* 27. November 1936 in Luzern; † 17. Januar 2021) war ein Schweizer Diplomat.

## Leben
Franz Blankart absolvierte die Schulen in Basel. Anschliessend studierte er Philosophie (bei Karl Jaspers), Deutsch, Kunstgeschichte, Nationalökonomie und Recht an der Universität Basel, der Sorbonne in Paris, der University of Exeter und der Universität Bern. Er war Mitglied der Zofingia und in den Jahren 1964 bis 1965 deren Centralpräsident. 1964 wurde er an der Universität Basel mit der Arbeit Zweiheit, Bezug und Vermittlung zum Dr. phil. promoviert.
Im Jahr 1965 trat Blankart in den diplomatischen Dienst der Schweiz ein. Zunächst war er Botschaftsattaché in Den Haag, anschliessend Privatsekretär der Bundesräte Willy Spühler und Pierre Graber. Danach vertrat Blankart die europa- und wirtschaftspolitischen Interessen der Schweiz. Er war unter anderem tätig für die Schweizer Mission bei der EG in Brüssel, war Mitarbeiter von Staatssekretär Paul Jolles bei den Verhandlungen über das Freihandelsabkommen und handelte das Versicherungsabkommen zwischen der Schweiz und der EG aus. Blankart war Verhandlungsleiter für die Uruguay-Runde des GATT und Chefunterhändler der Schweiz bei den EWR-Verhandlungen. Von 1986 bis zu seinem Rücktritt im Jahr 1998 leitete er als Staatssekretär das Bundesamt für Aussenwirtschaft (heute Staatssekretariat für Wirtschaft) im Eidgenössischen Volkswirtschaftsdepartement.
In den Jahren 1974 bis 2002 war Blankart Dozent am Genfer Hochschulinstitut für internationale Studien. Von 1999 bis 2005 war er Mitglied des Universitätsrats Basel.
Franz Blankart war Mitglied der FDP Schweiz und Oberst der Schweizer Armee. Er war in zweiter Ehe verheiratet und hatte zwei Kinder. Blankart war der Bruder des Volkswirtschafters Charles B. Blankart und Cousin der Diplomatin Heidi Tagliavini. Er war Verwaltungsratspräsident der familieneigenen Blankart & Cie Aktiengesellschaft.
Blankart starb im Januar 2021 im Alter von 84 Jahren.

## Ehrungen
- Preis der Landmann-Stiftung, Basel, für eine Übersetzung von Ciceros Paradoxa stoicorum (1954)
- Dr. Friedrich von Napolski-Preis (1988)
- Distinguished Associate of the Atlantic Economic Society (1990)
- Festschrift „Diplomatische Negoziation“ zum 60. Geburtstag, herausgegeben vom ehemaligen Mitarbeiter und späteren Swissair-Chef Mario Corti (1996)
- Europäischer Wirtschaftspreis (1997)
- Jubiläumsmedaille der Karls-Universität Prag (1998)
- Ehrenmitglied des Swiss Business Club, Dubai
- Preis der Industrie-Holding für besondere Leistungen auf dem Gebiete der Aussenwirtschaft (1999)
- Ehrenmitglied der Handelskammer Senegal–Schweiz (1999)
- Kommandeurskreuz des Verdienstordens der Republik Polen (2005)
- Grosskreuz des Verdienstordens Pro Merito Melitensi des Souveränen Malteserordens (2017)